# 100 mm-es 1944 mintájú tábori ágyú (BSZ–3)
A 100 mm-es 1944 mintájú tábori ágyú (BSZ–3) (oroszul: 100-мм полевая пушка обр. 1944 г. (БС–3)) egy szovjet gyártmányú 100 mm-es tábori és páncéltörő ágyú volt. A fegyvert sikeresen alkalmazták a második világháború utolsó szakaszában, majd ezt követően egészen az 1950-es évekig hadrendben maradt, a szolgálatból a T–12 páncéltörő ágyú és a 85 mm-es D–48 páncéltörő ágyú szorította ki 1955-ben. A BSZ–3 löveget több országnak is eladták, melyek közül néhány a mai napig hadrendben tartja. Az orosz hadsereg arzenáljában is megtalálható még néhány példány.

## Történet
A BSZ–3 a B–34 haditengerészeti lövegen alapul. A fejlesztőcsapatot Vaszilij Grabin vezette.
A löveget a harckocsihadseregek könnyű tüzérségi dandárjaiban (20 darab BSZ–3 és 48 darab ZiSZ–3) és tüzérségi alakulatokban vetették be.
A második világháborúban a BSZ–3 lövegeket sikeresen használták páncéltörő lövegként is. Képes volt bármely korabeli páncélost nagy távolságból kilőni. A fegyvert tábori lövegként is használták. Igaz, ebben a feladatkörben teljesítménye gyengébb volt a 122 mm-es A–19 lövegétől, mivel kisebb lövedékeket tüzelt, előnye viszont könnyebb mozgathatósága és nagyobb tűzgyorsasága volt.

## Lőszer
| Rendelkezésre álló lőszertípusok              |         |          |
| Típus                                         | Modell  | Súly, kg |
| Páncéltörő lövedékek                          |         |          |
| AP                                            | BR–412  | 15,88    |
| APBC                                          | BR–412B | 15,88    |
| APBC                                          | BR–412D | 15,88    |
| Nagy rombolóerejű és repesz-romboló lövedékek |         |          |
| HE                                            |         | 15,6     |

| Páncélátütési táblázat      |                            |                            |                            |                            |                            |
| Távolság, m                 | 500                        | 1000                       | 1500                       | 2000                       | 3000                       |
| BR–412                      |                            |                            |                            |                            |                            |
| 90°-os becsapódási szög, mm | 155                        | 135                        | 115                        | 100                        | 75                         |
| 60°-os becsapódási szög, mm | 125                        | 110                        | 95                         | 80                         | 60                         |
| BR–412B                     |                            |                            |                            |                            |                            |
| 90°-os becsapódási szög, mm | 160                        | 150                        | 135                        | 125                        | 105                        |
| 60°-os becsapódási szög, mm | 130                        | 120                        | 110                        | 100                        | 85                         |
| 35°-os becsapódási szög, mm | 73                         | 68                         | 62                         | 57                         | n/a                        |
| BR–412D                     |                            |                            |                            |                            |                            |
| 90°-os becsapódási szög, mm | 200                        | 185                        | 170                        | 155                        | 125                        |
| 60°-os becsapódási szög, mm | 150                        | 140                        | 130                        | 120                        | 100                        |
| 3BM8                        |                            |                            |                            |                            |                            |
| 90°-os becsapódási szög, mm | n/a                        | n/a                        | n/a                        | 290                        | n/a                        |
| 30°-os becsapódási szög, mm | n/a                        | n/a                        | n/a                        | 80                         | n/a                        |
| BK5M                        |                            |                            |                            |                            |                            |
| 90°-os becsapódási szög, mm | 390 bármekkora távolságból | 390 bármekkora távolságból | 390 bármekkora távolságból | 390 bármekkora távolságból | 390 bármekkora távolságból |
| 30°-os becsapódási szög, mm | 180 bármekkora távolságból | 180 bármekkora távolságból | 180 bármekkora távolságból | 180 bármekkora távolságból | 180 bármekkora távolságból |

## Fordítás
- Ez a szócikk részben vagy egészben  a(z)   100 mm field gun M1944 (BS-3) című angol Wikipédia-szócikk ezen változatának fordításán alapul.  Az eredeti cikk szerkesztőit annak laptörténete sorolja fel. Ez a jelzés csupán a megfogalmazás eredetét és a szerzői jogokat jelzi, nem szolgál a cikkben szereplő információk forrásmegjelöléseként.